# Callicore eunomia
Callicore eunomia is een vlinder uit de onderfamilie Biblidinae van de familie Nymphalidae. De wetenschappelijke naam van de soort is voor het eerst geldig gepubliceerd in 1853 door William Chapman Hewitson. Ze werd aangetroffen in Quito (Peru).